# Appaleptoneta
Appaleptoneta es un género de arañas araneomorfas de la familia Leptonetidae. Se encuentra en Estados Unidos. 

## Lista de especies
Según The World Spider Catalog 11.5:
- Appaleptoneta barrowsi (Gertsch, 1974)
- Appaleptoneta coma (Barrows, 1940)
- Appaleptoneta credula (Gertsch, 1974)
- Appaleptoneta fiskei (Gertsch, 1974)
- Appaleptoneta gertschi (Barrows, 1940)
- Appaleptoneta jonesi (Gertsch, 1974)
- Appaleptoneta silvicultrix (Crosby & Bishop, 1925)